# Leticia Feduchi
Leticia Feduchi Escario ( Madrid, 1961) es una artista plástica que vive y trabaja en Barcelona . De estilo figurativo y realista, su pintura se centra en los bodegones, retratos y paisajes

## Trayectoria
Formada en la Escola Eina, en el Istituto por el Arte e il Restauro de Florencia, y en el Círculo de Bellas Artes de Madrid Algunos de sus maestros han sido: Francesc Artigau, Antonio López, Albert Ràfols Casamada, Xavier Serra de Rivera, Amadeo Roca, Francesc Todó y Antonia Vilà
Entre sus retratos destacados figuran personalidades como Eduardo Mendoza, Manuel Royes, Nelida Piñon o Álvaro Mutis
Ha expuesto en la galería Artur Ramon, en la Sala Parés y en otras galerías sobre todo de Barcelona y Madrid y también en otras ciudades españolas y europeas en exposiciones individuales o colectivas